# Великошишівська сільська рада
| Великошишівська сільська рада — колишній орган місцевого самоврядування у Шахтарському районі Донецької області з адміністративним центром у c. Велика Шишівка. Сільській раді були підпорядковані населені пункти: - c. Велика Шишівка - с. Тернове - с. Шапошникове |

## Склад ради
Рада складалася з 16 депутатів та голови.

## Керівний склад сільської ради
| ПІБ                       | Основні відомості                                                         | Дата обрання | Дата звільнення |
| ------------------------- | ------------------------------------------------------------------------- | ------------ | --------------- |
| Бут Людмила Володимирівна | Сільський голова, 1964 року народження, освіта, член Партії регіонів      | 26.03.2006   | 31.10.2010      |
| Дубров Сергій Михайлович  | Сільський голова, 1958 року народження, освіта вища, член Партії регіонів | 18.09.2011   |                 |

Примітка: таблиця складена за даними джерела